# Шуфутинський Михайло Захарович
Михайло Захарович Шуфутинський (рос. Михаил Захарович Шуфутинский; нар. 13 квітня 1948 Москва, Російська РФСР) — російський шансоньє, заслужений артист Росії, лауреат премії «шансон року».

## Життєпис
Народився в єврейській родині лікаря Захара Давидовича Шуфутинського. Бабуся з дідусем за батьковою лінією Берта Давидівна і Давид Якович були родом з Єлисаветграда (нині Кропивницький) і Черкас відповідно. Вони займалися вихованням хлопчика після того, як загинула його мама. Михайлу тоді було п'ять років.
Закінчив музичну школу по класу баяна і Московське музичне училище ім. Іпполітова-Іванова за спеціальностями «диригент», «хормейстер», «викладач музики і співу». В один і той же час з Шуфутинським і за цими ж спеціальностями в училищі навчалась Пугачова.
Виступав з різними ансамблями в Москві і в Магадані. У ресторанах виконував пісні Олександра Вертинського та Петра Лещенка. Пізніше став керівником ВІА «Лийся, пісня», який, в основному, виконував пісні В'ячеслава Добриніна.
У 1981 році разом зі своєю сім'єю емігрував до США. У 1983 році, вже як аранжувальник, клавішник і продюсер випускає альбом Анатолія Могилевського «У нас в Одесі це не їдять», а у 1984 році альбом «Я вас люблю, мадам». Близько десяти років грав у складі різних ансамблів в ресторанах, створив власну шоу-групу «Отаман-бенд» (так само, як і ресторан «Отаман»).
Одного разу Михайло приїхав з концертом до Лос-Анджелесу і відразу закохався в це місто. Саме на той період припав російський ресторанний бум в Лос-Анджелесі. Михайла, як вже відомого співака і музиканта, запросили працювати в голівудський ресторан «Арбат». Для емігрантського виконавця така популярність стала сюрпризом — в США він міг розраховувати лише на колишніх співвітчизників.
У 1990 році вперше після еміграції приїхав до СРСР і дав кілька концертів. Перший концерт після повернення дав у Києві. У 1997 році написав автобіографічну книгу «І ось стою я біля межі …».
Пан Шуфутинський навіть грав на клавішних у деяких треках для Run-DMC.
У 2003 році переїхав до Росії на постійне місце проживання.
Станом на 2006 рік Шуфутинський має дім у Лос-Анджелесі; обидва його сини відвідували середню школу Беверлі-Хіллз, а один служить в американській армії.
Михайло Шуфутинський — учасник щорічної національної премії «Шансон року» в Кремлі 26 березня 2011 року.
До репертуару Михайла Шуфутинського входять пісні таких авторів, як: В'ячеслав Добринін («Дві свічки», «Кубики»), Ігор Крутой («Третє вересня», «Пальма-де-Майорка», «Московське таксі», «Москва сльозам не вірить»), Олег Мітяєв («Нічний гість», «Москвичка»), Олександр Розенбаум («Хрещатик», «Заходьте до нас на вогник», «Гоп-стоп»), Нікіта Джигурда, Олександр Новіков («Вези мене, візник», «Вулиця Портова»), Олег Газманов, Ігор Зубков, Ігор Кисіль («Ти від мене далеко»), Вацлав Лісовський, Олеся Атланова, Карен Кавалерян, Михайло Звездинский, Кирило Крастошевскій, Іван Кононов («обожнюю я тебе, обожнюю», «А над Доном золоті куполи», «Лівий берег Дону», «Батька Дон»), народні (як-то «Таганка») і багато інших.

## Громадянська позиція
Виступав в окупованому Росією Криму. Фігурант бази даних центру «Миротворець» як особа, що становить загрозу національній безпеці України і міжнародному правопорядку. Путініст та українофоб, підтримує повномасштабне вторгнення Росії в Україну.

## Санкції
З 7 січня 2023 року перебуває під санкціями РНБО за антиукраїнську діяльність.